# أنور أكبري
أنور أكبري هو لاعب كرة قدم أفغاني في مركز الوسط، ولد في 2 أغسطس 1993 في أفغانستان. شارك مع منتخب أفغانستان لكرة القدم. أما مع النوادي، فقد لعب مع نادي بازان سبين غر.

## وصلات خارجية
- أنور أكبري على موقع قاعدة بيانات كرة القدم.إي يو (الإنجليزية)
- أنور أكبري على موقع ناشيونال فوتبول تيمز (الإنجليزية)
- أنور أكبري على موقع Soccerway.com (الإنجليزية)
- أنور أكبري على موقع عالم كرة القدم.نت (الإنجليزية)
- أنور أكبري على موقع GSA (الإنجليزية)